# 小川英光
小川 英光（おがわ ひでみつ、1942年 - ）は、日本の情報工学者。東京工業大学名誉教授。元電子情報通信学会情報・システムソサイエティ会長。

## 人物・経歴
1960年広島県立府中高等学校卒業。1965年東京工業大学理工学部電子工学科卒業、通商産業省工業技術院電子技術総合研究所入所。1972年東京工業大学電気工学科助手。1977年東京工業大学より論文博士として工学博士の学位を取得。飯島泰蔵に師事。
1978年東京工業大学情報工学科助教授。1984年ヘルシンキ工科大学客員教授。1987年東京工業大学情報工学科教授。2001年東京工業大学大学院情報理工学研究科長。研究室の指導学生に杉山将東京大学教授や、平林晃衆議院議員など。
2001年視聴覚情報研究会会長。2002年電子情報通信学会情報・システムソサイエティ会長。2005年東京工業大学名誉教授、東レエンジニアリング非常勤顧問。2007年東京福祉大学教育学部教育学科教授。

## 著作

### 著書
- 『パターン認識・理解の新たな展開 : 挑戦すべき課題』（編著）電子情報通信学会 1994年
- 『工学系の関数解析』森北出版 2010年
- 『擬似双直交性理論 : 信号・画像処理および機械学習への応用』東京大学出版会 2020年

### 訳書
- エルッキ・オヤ『パターン認識と部分空間法』（佐藤誠と共訳）産業図書 1986年

## 受賞歴
- 電子通信学会論文賞受賞 1976[5]
- 電子通信学会論文賞受賞 1985[5]
- 手島工業教育資金団研究論文賞 1987[5]
- 電子情報通信学会論文賞 1990[5]
- 電子情報通信学会米沢ファウンダーズ・メダル受賞記念特別賞 1993[5]
- 電子情報通信学会論文賞 1993[5]
- 電子情報通信学会論文賞 1994[5]
- ラッペーンランタ大学名誉博士 1994[5]
- 電子情報通信学会フェロー 2000[5]
- 計測自動制御学会技術賞 2001[5]